# Schinopsis
Schinopsis Engl., 1876 è un genere  di piante della famiglia delle Anacardiacee.

## Tassonomia
Comprende le seguenti specie:
- Schinopsis balansae Engl.
- Schinopsis boqueronensis Mogni & Oakley
- Schinopsis brasiliensis Engl.
- Schinopsis cornuta Loes. ex Herzog
- Schinopsis heterophylla Ragon. & J. Castigl.
- Schinopsis lorentzii (Griseb.) Engl.
- Schinopsis peruviana Engl.